# Христівка (Шепетівський район)
Хри́стівка, Хрестівка — село в Україні, у Сахновецькій сільській громаді Шепетівського району Хмельницької області. Розташоване на річці Хоморі. Населення становить 504 особи (2001).

## Географія
Селом протікає річка Хомора.

## Історія
Село Христівка, або Хрестівка розташоване на р. Хоморі, згадується вперше у 1386 р., як укріплене поселення під назвою Хрестович у дарчих грамотах володінь преподобного князя Федора Острозького. Вдруге с. Христівка згадується 1601 р., яке разом з навколишніми селами було сплюндроване татарами. 
У 1906 році село Тернавської волості Ізяславського повіту Волинської губернії. Відстань від повітового міста 28 верст, від волості 5. Дворів 191, мешканців 1058.

## Населення

### Мова
Розподіл населення за рідною мовою за даними перепису 2001 року:

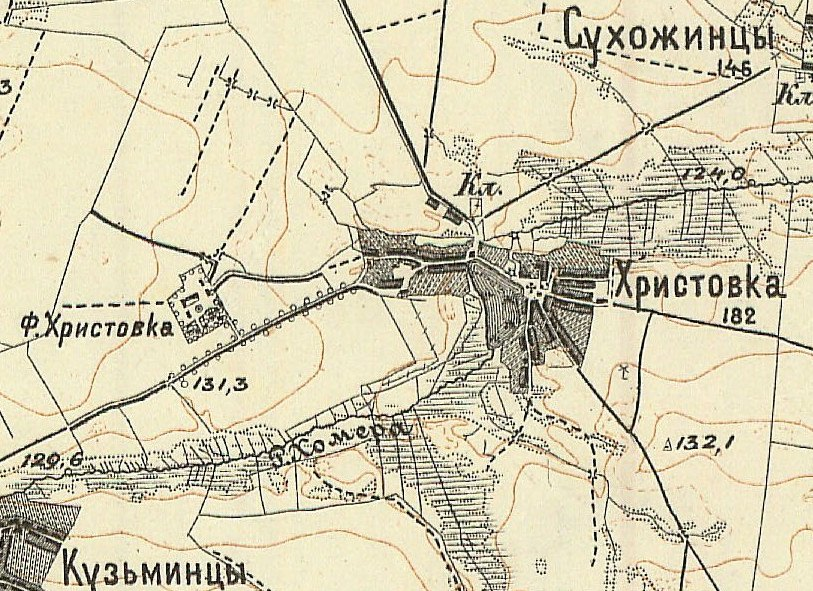
Карта с. Христівка 1915 р.

| Мова       | Кількість | Відсоток |
| ---------- | --------- | -------- |
| українська | 504       | 100%     |